# Тхеквондо на літніх Олімпійських іграх 2016
Змагання з тхеквондо на літніх Олімпійських іграх 2016 пройшли з 17 по 20 серпня на Арені Каріока 3. Розіграли 8 комплектів медалей: у чотирьох вагових категоріях для чоловіків і в чотирьох для жінок.

## Календар
| Дата →   | Ср 17    | Чтв 18   | Птн 19   | Сб 20       |
| Чоловіки | до 58 кг | до 68 кг | до 80 кг | понад 80 кг |
| Жінки    | до 49 кг | до 57 кг | до 67 кг | понад 67 кг |
| -------- | -------- | -------- | -------- | ----------- |

## Країни, що кваліфікувались
- Австралія  (4)
- Азербайджан  (4)
- Аруба  (1)
- Бельгія  (3)
- Білорусь  (1)
- Бразилія  (4)
- Велика Британія  (4)
- Венесуела  (1)
- Габон  (1)
- Гаїті  (1)
- Гондурас  (1)
- Демократична Республіка Конго  (1)
- Домініканська Республіка  (3)
- Єгипет  (3)
- Ізраїль  (1)
- Іран  (4)
- Іспанія  (3)
- Йорданія  (1)
- Кабо-Верде  (1)
- Казахстан  (3)
- Камбоджа  (1)
- Канада  (1)
- Китай  (4)
- Китайський Тайбей  (3)
- Колумбія  (2)
- Кот-д'Івуар  (3)
- Куба  (1)
- Лівія  (1)
- Малі  (1)
- Марокко  (3)
- Мексика  (4)
- Молдова  (1)
- Монголія  (1)
- Нігер  (1)
- Нідерланди  (1)
- Німеччина  (3)
- Непал  (1)
- Нова Зеландія  (1)
- Норвегія  (1)
- Панама  (1)
- Папуа Нова Гвінея  (2)
- Перу  (1)
- Південна Корея  (5)
- Польща  (2)
- Португалія  (1)
- Пуерто-Рико  (1)
- Росія  (3)
- Сенегал  (1)
- Сербія  (2)
- США  (4)
- Таїланд  (3)
- Тонга  (1)
- Туніс  (3)
- Туреччина  (2)
- Узбекистан  (3)
- Філіппіни  (1)
- Фінляндія  (1)
- Франція  (4)
- Хорватія  (3)
- Центральноафриканська Республіка  (1)
- Чилі  (1)
- Швеція  (2)
- Японія  (1)

## Медалі

### Медальний залік
| Місце  | Країна                   | Золото | Срібло | Бронза | Загалом |
| ------ | ------------------------ | ------ | ------ | ------ | ------- |
| 1      | Південна Корея           | 2      | 1      | 2      | 5       |
| 2      | КНР                      | 2      | 0      | 0      | 2       |
| 3      | Велика Британія          | 1      | 1      | 1      | 3       |
| 4      | Азербайджан              | 1      | 0      | 2      | 3       |
| 5      | Кот-д'Івуар              | 1      | 0      | 1      | 2       |
| 6      | Йорданія                 | 1      | 0      | 0      | 1       |
| 7      | Іспанія                  | 0      | 1      | 1      | 2       |
| 8      | Таїланд                  | 0      | 1      | 1      | 2       |
| 9      | Мексика                  | 0      | 1      | 0      | 1       |
| 10     | Нігер                    | 0      | 1      | 0      | 1       |
| 11     | Росія                    | 0      | 1      | 0      | 1       |
| 12     | Сербія                   | 0      | 1      | 0      | 1       |
| 13     | Франція                  | 0      | 1      | 0      | 1       |
| 14     | Бразилія                 | 0      | 0      | 1      | 1       |
| 15     | Домініканська Республіка | 0      | 0      | 1      | 1       |
| 16     | Єгипет                   | 0      | 0      | 1      | 1       |
| 17     | Іран                     | 0      | 0      | 1      | 1       |
| 18     | США                      | 0      | 0      | 1      | 1       |
| 19     | Туніс                    | 0      | 0      | 1      | 1       |
| 20     | Туреччина                | 0      | 0      | 1      | 1       |
| Всього | Всього                   | 8      | 8      | 16     | 32      |

### Чоловіки
| Вагова категорія | Золото                 | Срібло                         | Бронза               |
| ---------------- | ---------------------- | ------------------------------ | -------------------- |
| до 58 кг         | Чжао Шуай (CHN)        | Тавін Ханпраб (THA)            | Луїсіто Піє (DOM)    |
| до 58 кг         | Чжао Шуай (CHN)        | Тавін Ханпраб (THA)            | Кім Тхе Хун (KOR)    |
| до 68 кг         | Ахмад Абугауш (JOR)    | Олексій Денисенко (RUS)        | Лі Техун (KOR)       |
| до 68 кг         | Ахмад Абугауш (JOR)    | Олексій Денисенко (RUS)        | Хоель Гонсалес (ESP) |
| до 80 кг         | Шейк Салах Сіссе (CIV) | Лутало Мугаммад (GBR)          | Уссама Услаті (TUN)  |
| до 80 кг         | Шейк Салах Сіссе (CIV) | Лутало Мугаммад (GBR)          | Мілад Беігі (AZE)    |
| понад 80 кг      | Радік Ісаєв (AZE)      | Іссуфу Алфага Абдулразак (NIG) | Майкон Сікейра (BRA) |
| понад 80 кг      | Радік Ісаєв (AZE)      | Іссуфу Алфага Абдулразак (NIG) | Чха Тон Мін (KOR)    |

### Жінки
| Вагова категорія | Золото            | Срібло                 | Бронза                       |
| ---------------- | ----------------- | ---------------------- | ---------------------------- |
| до 49 кг         | Кім Со Хі (KOR)   | Тіяна Богданович (SRB) | Патімат Абакарова (AZE)      |
| до 49 кг         | Кім Со Хі (KOR)   | Тіяна Богданович (SRB) | Паніпак Вонгпаттанакіт (THA) |
| до 57 кг         | Джейд Джонс (GBR) | Єва Калво (ESP)        | Кімія Алізаде (IRI)          |
| до 57 кг         | Джейд Джонс (GBR) | Єва Калво (ESP)        | Хедайя Малак (EGY)           |
| до 67 кг         | О Х'є Рі (KOR)    | Абі Ніар (FRA)         | Рут Гбагбі (CIV)             |
| до 67 кг         | О Х'є Рі (KOR)    | Абі Ніар (FRA)         | Нур Татар (TUR)              |
| понад 67 кг      | Чжен Шуїнь (CHN)  | Марія Еспіноса (MEX)   | Б'янка Волкден (GBR)         |
| понад 67 кг      | Чжен Шуїнь (CHN)  | Марія Еспіноса (MEX)   | Джекі Галловей (USA)         |